# Walter Zeh
Walter Zeh (geb. 1941 oder 1942 in Wien) ist ein österreichischer Bassist und Chorleiter. 2006 gründete er den Philharmonia Chor Wien.

## Leben und Werk
Zeh studierte am Konservatorium der Stadt Wien und an der Hochschule für Musik und darstellende Kunst in Wien. 
1970 wurde er an die Wiener Staatsoper engagiert, an der er 32 Jahre kleine Partien sang, darunter 75-mal den Zollwächter in La Bohème, 63-mal einen der vier Kellner im Rosenkavalier und 45-mal einen der vier Lakaien der Feldmarschallin, 34-mal einen Flandrischen Deputierten im Don Carlos, 31-mal den Kappadozier in der Salome, 29-mal einen der vier brabantischen Edlen im Lohengrin, 29-mal den Jankel in Arabella, 25-mal den Schließer in der Tosca, 18-mal einen der Gardisten in Manon und 6-mal den Zweiten Gefangenen im Fidelio.
Daneben gastierte er als Solist an großen Opernhäusern, darunter die Bayerische Staatsoper in München, die Deutsche Oper Berlin, die Mailänder Scala, das Gran Teatre del Liceu in Barcelona, die Opéra Bastille und das Palais Garnier in Paris, weiters bei den Salzburger Festspielen (so z. B. 1973 und 1976 jeweils im Idomeneo und 1992 in Z Mrtvého Domu), des Weiteren bei den Osterfestspielen Salzburg sowie in Japan. 
Schon während seines Engagements an der Wiener Staatsoper interessierte ihn die Arbeit mit Vokalensembles und Chören. Zeh gründete verschiedene Ensembles, wie den Herren Drei- und Viergesang (mit alljährlichen Auftritte in der Vorweihnachtszeit in Österreich und Israel), das Vokalensemble Frieden (im November 2002 im Burgtheater) sowie das Vokalensemble Concordia (im Juni 2003 mit einer Historischen Serenade auf Burg Kreuzenstein). Seit 1997 wirkt er als  künstlerischer Leiter der Chorvereinigung Wien Neubau. Auch ist Walter Zeh als Gesangspädagoge und Sprachcoach bei Opernproduktionen tätig, u. a. an der Opéra Bastille, sowie bei den Salzburger Festspielen und den Osterfestspielen. Als freiberuflicher Chorleiter wirkt er seit 2002 an Produktionen u. a. für das Festspielhaus Baden-Baden, das Pariser Théâtre des Champs-Élysées, die Ruhrtriennale, die Salzburger Festspiele, das Musikfest Bremen, das Lucerne Festival, das Teatro Real in Madrid, das Konzerthaus Dortmund, das Festspielhaus St. Pölten und den Wiener Musikverein mit. Im Jahr 2006 gründete Walter Zeh den Philharmonia Chor Wien.